# Maan

Achterkant van de Maan (foto van Lunar Reconnaissance Orbiter)

De Maan (meestal geschreven als maan, met een kleine letter) is de enige natuurlijke satelliet van de Aarde en van de manen van het zonnestelsel de vijfde in grootte. Ze wordt soms aangeduid met haar Latijnse naam Luna. De maan staat zo'n 380.000 kilometer van de aarde – ongeveer dertig maal de diameter van de Aarde – en draait in een kleine maand om de aarde heen.
De meeste manen in het zonnestelsel zijn erg klein in verhouding tot de planeet waarom ze heen draaien. De Maan is daarop een uitzondering: de massa van de Maan is 1/81 van die van de Aarde. Daarom worden de Aarde en de Maan wel eens als dubbelplaneet aangeduid. Het gemeenschappelijk zwaartepunt waar de Aarde en de Maan omheen draaien, ligt echter nog binnen de Aarde. De Maan ontstond ongeveer 4,5 miljard jaar geleden, niet lang na het ontstaan van de Aarde, uit de materie die vrijkwam na een grote inslag tussen de Aarde en een ander hemellichaam, genaamd Theia.
Het oppervlak van de Maan wordt gekenmerkt door inslagkraters, stralenkransen en basaltische vlakten genaamd maria. Vanaf de Aarde gezien is de Maan het helderste hemellichaam aan de nachtelijke hemel, hoewel het maanoppervlak relatief weinig licht weerkaatst. Tijdens de cyclus doorloopt de Maan verschillende schijngestalten (maanfasen). De schijnbare grootte van de Maan komt bijna overeen met die van de Zon, wat zonsverduisteringen mogelijk maakt.
De Maan speelt een belangrijke rol in mythologie, culturele uitingen, wetenschap en ruimtevaart. De eerste ruimtevaartuigen die naar de Maan werden gestuurd waren de Sovjetmissies Loena 1 en Loena 2 in 1959. In 1969 zette de Apollo 11-missie van NASA de eerste mensen op de Maan, gevolgd door vijf andere bemande missies tot aan 1972. Sindsdien vindt onderzoek en verkenning van de Maan plaats middels robotische missies, zoals maanrovers.

## Baan en rotatie

### Afstand tot de Aarde

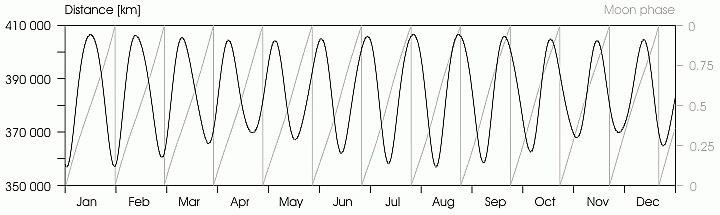
Afstand van de Maan tot de Aarde in 2014. Schijngestalten (Moon phases):
0 (1)—nieuwe maan, 0,25—eerste kwartier, 0,5—volle maan, 0,75—laatste kwartier

Doordat de Maan een elliptische baan om de Aarde aflegt, varieert de afstand tussen de Maan en de Aarde. Het punt waar de Maan het verst van de Aarde afstaat heet apogeum (afstand Maan–Aarde 405.500 km) en het punt waar de Maan het dichtst bij de Aarde staat heet perigeum (afstand 363.345 km). Het gemiddelde is 384.450 km. Indien het volle maan is tijdens het perigeum (zoals op 23 juni 2013) wordt dit ook wel supermaan genoemd. In de loop van de tijd is door de seculiere versnelling de afstand tussen de Maan en de Aarde steeds groter geworden. Momenteel is de toename 3,8 centimeter per jaar.

### Schijngestalten

Het maansymbool van de vrouwelijke godentriade toont de schijngestalten

De Maan vertoont schijngestalten doordat gewoonlijk slechts een gedeelte van het vanaf de Aarde zichtbare maanoppervlak door de Zon wordt verlicht. Deze cyclus van de Maan is sinds mensenheugenis gebruikt als middel om de tijdmeting aan te relateren.
Na nieuwe maan volgt wassende maan. Die gaat via het eerste kwartier naar volle maan. Daarna wordt het afnemende of krimpende maan die via laatste kwartier naar opnieuw nieuwe maan gaat. Tijdens nieuwe maan, als de Maan en de Zon, vanaf de Aarde gezien, samenkomen (in conjunctie staan), is de naar de Aarde gekeerde helft donker. De volgende avonden staat bij zonsondergang een smalle maansikkel aan de westelijke hemel. Na iets meer dan een week is de boogafstand (elongatie, de hoek tussen de lijnen Aarde-Zon en Aarde-Maan) tot de Zon toegenomen tot 90°, en is de sikkel een halve cirkel geworden (eerste kwartier). Weer ruim een week later is zij zover naar het oosten gelopen dat de Maan bij zonsondergang opkomt en vol is geworden. Weer ruim een week later komt de Maan pas omstreeks middernacht op en is nog maar voor de helft verlicht (laatste kwartier). Daarna komt zij steeds later op en neemt steeds meer af om ten slotte alleen nog aan de oostelijke morgenhemel, vlak voor zonsopkomst, als een smal sikkeltje zichtbaar te zijn. Deze totale cyclus duurt gemiddeld 29,530 588 dagen.

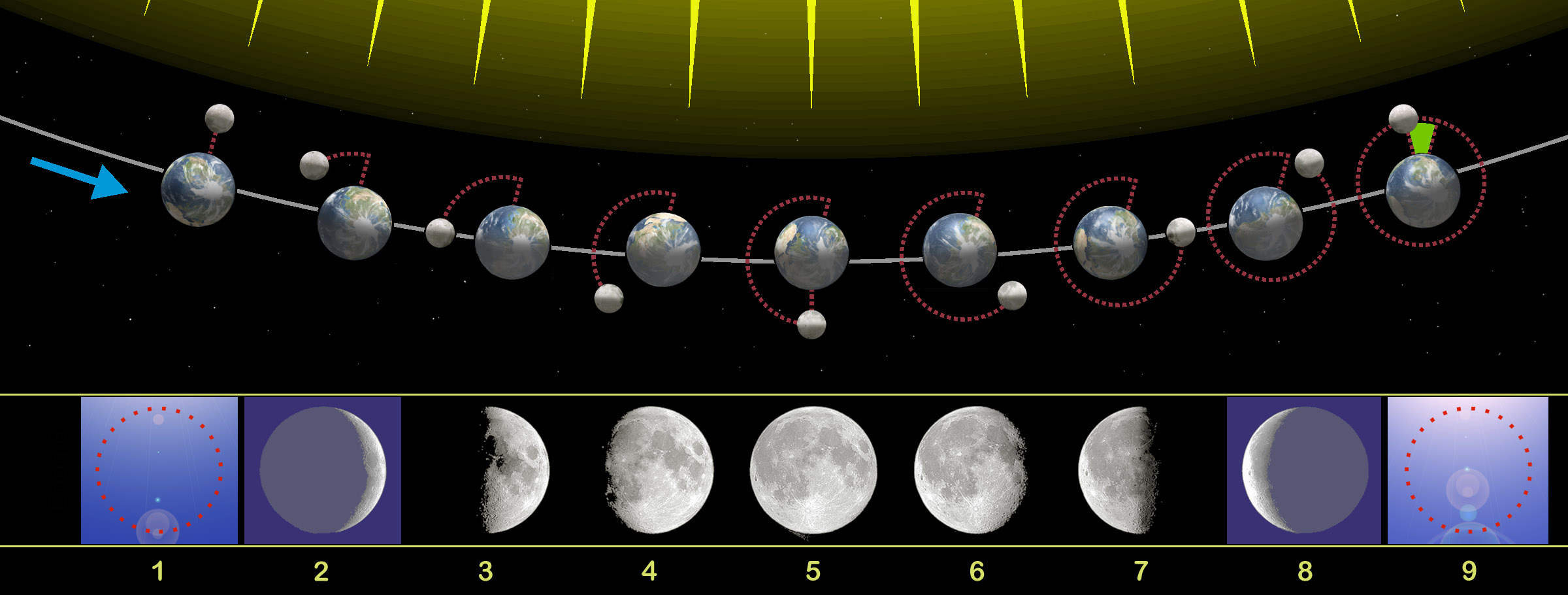
De verschillende schijngestalten van de Maan. De afbeeldingen onderaan tonen de Maan zoals ze eruitziet vanaf het noordelijk halfrond. 1: nieuwe maan. 2: jonge maansikkel. 3: eerste kwartier. 4: wassende maan. 5: volle maan. 6: afnemende maan. 7: laatste kwartier. 8: asgrauwe maan. 9: nieuwe maan

De grens tussen het verlichte en het onverlichte deel van de Maan is de terminator. Voor een waarnemer die zich op de Maan op de terminator zou bevinden, staat de Zon op de horizon en gaat onder of komt op. De terminator beweegt zich langzaam over het maanoppervlak. De terminator heeft een onregelmatig verloop vanwege het bergachtige maanoppervlak. De schaduwen van heuvels en bergen zijn er lang, met als gevolg dat details van het maanoppervlak daar vanaf de Aarde goed zichtbaar zijn; een gegeven waar de maanwaarnemers en maanfotografen onder de amateursterrenkundigen dankbaar gebruik van maken.
De perfect volle maan is vanaf de Aarde niet te zien: er is dan een maansverduistering, doordat Zon, Aarde en Maan precies op één lijn staan; de Maan komt dan volledig in de schaduw van de Aarde te staan. In het geval van nieuwe maan kan er op overeenkomstige wijze een zonsverduistering ontstaan. Dan werpt de Maan haar schaduw op de Aarde.

De schijngestalten van de Maan gedurende een maand. Ook zijn de effecten van libratie te zien en van de wisselende afstand van de Maan tot de Aarde

Er bestaan allerlei opvattingen over een vermeend maaneffect van de verschillende schijngestalten op het leven op Aarde, vooral bij mensen, maar een dergelijk verband is nog nooit wetenschappelijk aangetoond. Woorden als maanziekte en het Engelse lunatic (verbasterd tot loony) houden verband met dit maaneffect.

### Libraties
Hoewel op geen enkel moment meer dan de helft van de Maan te zien is, beslaat het totale zichtbare deel van de Maan 59% van het maanoppervlak. Dat komt door echte of schijnbare schommelingen, waarvan er verschillende zijn, die libraties genoemd worden.

#### Maandelijkse verticale libratie
De rotatieas van de Maan is niet helemaal loodrecht op het baanvlak, maar maakt een hoek van 6,687° met de normaal. Anders gezegd, het equatorvlak van de Maan maakt een hoek van 6,687° met het baanvlak. Gezien vanaf de Maan staat de Aarde daarom soms ten noorden en soms ten zuiden van de evenaar van de Maan. Vanaf de Aarde is daardoor beurtelings iets meer van de noordpool van de Maan of iets meer van de zuidpool van de Maan te zien, en ziet men een beetje over de polen van de Maan heen. Dit is de verticale libratie of het jaknikken van de Maan.

#### Maandelijkse horizontale libratie
De baan van de Maan is een ellips en de rotatie is eenparig. Daardoor beweegt de Maan, gezien vanaf de Aarde, ook een beetje heen en weer en zien we soms wat meer aan de oostkant en soms aan de westkant. Dit is het neeschudden van de Maan.

#### Dagelijkse libratie
Vanaf verschillende punten op Aarde zien we de Maan uit een andere hoek. Dat betekent dat een waarnemer in de loop van de nacht, terwijl de Aarde draait, eerst tegen de westkant en later tegen de oostkant van de Maan kijkt.

### Maanden
Een siderische maand is de periode waarin de Maan een ronde om de Aarde draait ten opzichte van (een vast punt aan) de sterrenhemel. Dit duurt 27,321 661 dagen. Het is tevens de siderische omwentelingstijd van de Maan om haar eigen as, als gevolg van de verderop nog te noemen synchronisatie.
Een synodische maand of lunatie is de tijd tussen twee nieuwe manen, ofwel een volledige revolutie van de Maan om de Aarde ten opzichte van de zon. De synodische maand duurt ongeveer 29,530 588 kalenderdagen, dat wil zeggen: 29 dagen, 12 uren, 44 minuten en 2,8 seconden. In een synodische maand doorloopt de Maan precies eenmaal alle schijngestaltes. Dit is de bekendste maand en ook de maand die in lengte het dichtst in de buurt ligt van onze kalendermaand.
Voor de overige maanden, zie soorten maanden.

### Getijden
De Maan is, samen met de Zon en in combinatie met de rotatie van de Aarde, verantwoordelijk voor de getijden op Aarde. De getijdenwerking vervormt de Aarde, wat wrijving veroorzaakt en er daarmee toe leidt dat de draaisnelheid van de Aarde langzaam afneemt; per eeuw neemt de gemiddelde daglengte met ruim 1,5 milliseconde toe. Om deze reden is in 1972 de schrikkelseconde ingevoerd. Zonder de getijdenwerking zou de Aarde op dit moment sneller om haar as gedraaid hebben.

### Gesynchroniseerde rotatie
De Aarde veroorzaakt ook getijdenwerking op de Maan. Door de ruim 80 keer zo grote massa van de Aarde is het effect op de Maan veel groter dan omgekeerd. De draaisnelheid van de Maan is hierdoor al zo sterk afgenomen dat ze ten opzichte van de Aarde niet meer om haar as draait. Een volledige rotatie om haar eigen as duurt dus precies even lang als een complete omwenteling om de Aarde, een bij meer manen voorkomend fenomeen dat synchrone rotatie wordt genoemd. Praktisch betekent dit dat de Maan steeds met dezelfde kant naar de Aarde gekeerd is. Daarom spreekt men van de voorkant, het vanaf de Aarde zichtbare deel van het maanoppervlak, en de achterkant, het onzichtbare deel van de Maan. Voordat de Russische ruimtesonde Loena 3 in 1959 een kijkje aan de achterkant had genomen, was dan ook nog niet bekend hoe de achterkant van de Maan eruitzag.
Elders in het heelal wordt synchrone rotatie ook aangetroffen, bijvoorbeeld (wederzijds) tussen Pluto en zijn maan Charon. In theorie zou ook de Aarde zich uiteindelijk voortdurend met dezelfde zijde naar de Maan keren. De duur van dit proces is naar schatting echter ongeveer 50 miljard jaar, en tegen die tijd zal de Zon volgens de huidige inzichten al lang opgezwollen zijn tot een rode reus, die de Aarde vrijwel of helemaal zal verzwelgen.

### Blauwe maan
Als er twee keer in dezelfde kalendermaand een volle maan optreedt, wordt de tweede volle maan een blauwe maan genoemd. Dit verschijnsel komt ongeveer om de twee à drie jaar voor. In de 21e eeuw zijn er blauwe manen geweest zichtbaar in West-Europa in november 2001, juli 2004, juni 2007, december 2009, augustus 2012, juli 2015, januari 2018, maart 2018, oktober 2020 en augustus 2023. Onder meer in mei 2026 zal ook een blauwe maan zichtbaar zijn in West-Europa.
Iedere 19 jaar (cyclus van Meton) zijn er twee blauwe manen in een jaar. Die vallen dan in de maanden januari en maart, wanneer februari geen volle maan heeft. Voor het laatst gebeurde dit in 2018. Daarvoor was het in 1999 gebeurd. In 2037 zal dit opnieuw het geval zijn.
De naam blauwe maan (in het Engels Blue Moon) had oorspronkelijk een andere betekenis. Op de hierboven beschreven manier wordt hij gebruikt ten gevolge van een fout in het blad Sky and Telescope in 1946 die door anderen overgenomen is. In 1999 werd er in het blad een artikel aan deze fout gewijd. De context van de oorspronkelijke betekenis was:
Het is al lang gebruikelijk om de volle manen namen te geven die verwijzen naar een gebeurtenis of activiteit die rond die periode plaatsheeft, zoals de Harvest Moon en de Hunter's Moon in de herfst. De namen van de volle manen hangen samen met hun plaats in het jaargetijde: de laatste volle maan van de winter bijvoorbeeld is de Lenten Moon. In principe heeft ieder jaargetijde drie volle manen. Als er in een jaargetijde vier volle manen vallen, dan is de naam voor de laatste van de vier al vergeven en wordt de derde volle maan aangeduid als blauwe maan. Deze blauwe manen vallen altijd rond de 21e van de maand februari, mei, augustus of november, en zijn dus heel andere dan de tweede volle maan in één kalendermaand.

### Verschuiving van de knopen
Het vlak van de maanbaan maakt een hoek van iets meer dan 5° met het vlak van de aardbaan (de ecliptica). De snijpunten van de maanbaan met de ecliptica noemt men de knopen.
De snijlijn van die twee vlakken (dus de verbindingslijn van de twee knopen) blijft niet vast georiënteerd in de ruimte, maar draait langzaam in de tegenovergestelde richting van de bewegingen van de Aarde en de Maan zelf, met een periode van ongeveer 18,6 jaar (6793,48 dagen gerekend ten opzichte van de sterren, of 6798,38 dagen ten opzichte van het lentepunt).
De passages van de Maan door de ecliptica vormen een verschuivende cyclus die knopenmaand of draconitische maand wordt genoemd.

## Astrofysische en geofysische modellen

### Zwaartekracht en baanberekeningen

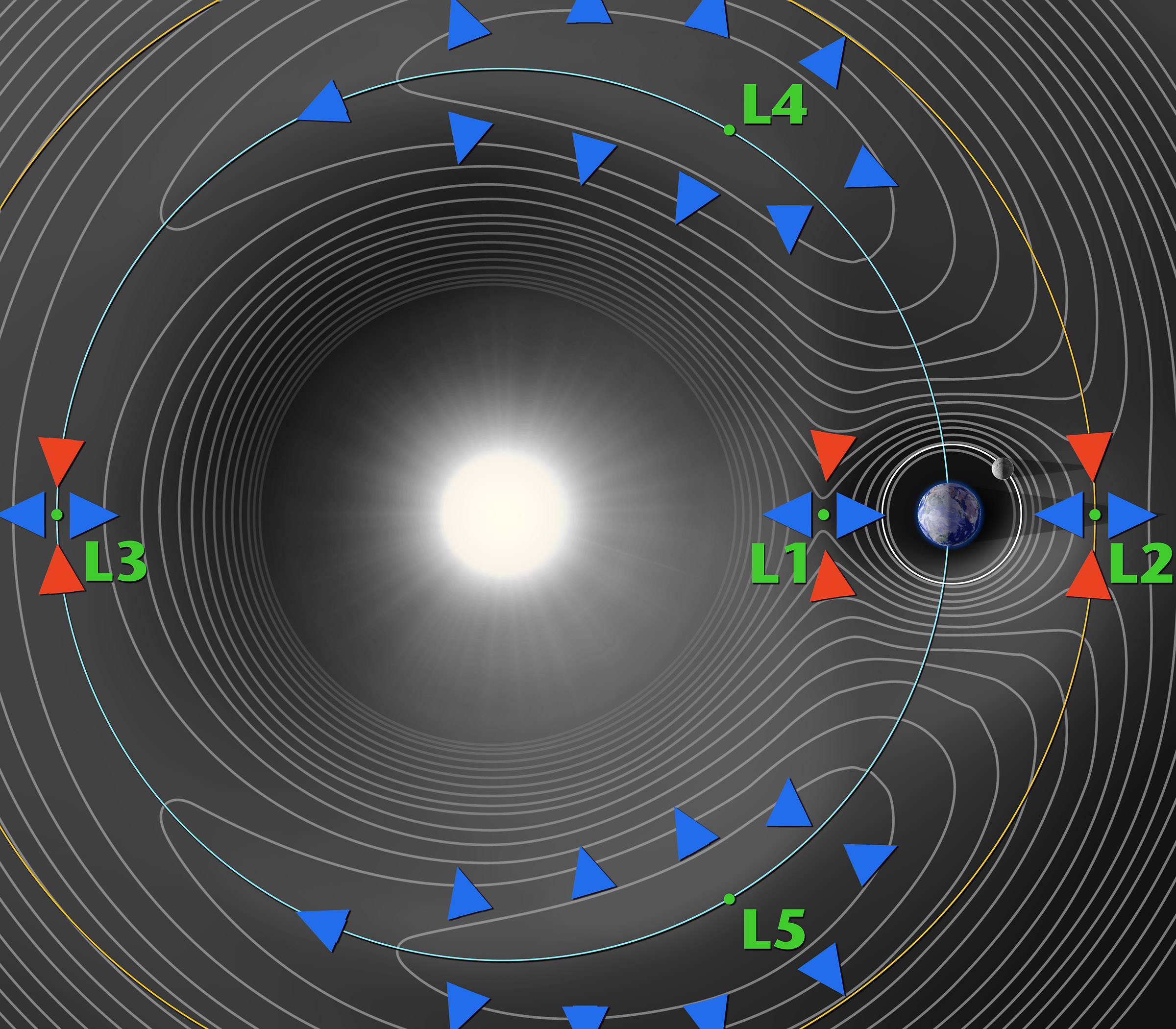
Lagrangepunten binnen de gravitatiepotentiaal van het Aarde-Zon-systeem

Vanuit een heliocentrisch standpunt bezien bewegen de Aarde en de Maan zich als een dubbelplaneet in een baan rond de Zon. De invloedssfeer van de Aarde strekt zich uit tot een afstand van 925 000 km rond haar massamiddelpunt zodat de gemiddelde straal van de baan van de Maan, met minder dan 385 000 km, daar ruim binnen valt. Daarom beschouwen astronomen de baanbeweging van de Maan als een precederende, elliptische baanbeweging rond de positie van de Aarde. De baan van de Maan kan op tijdschalen variërend van enkele jaren tot honderden of duizenden jaren, nauwkeurig berekend worden met behulp van de wetten van Kepler.
Het verschil in massa tussen de Aarde en de Maan is zo groot dat het massamiddelpunt van de dubbelplaneet ruimschoots onder het Aardoppervlak ligt. De berekening van de baan over een geologische tijdschaal is een complex drielichamenprobleem waarin behalve de invloed van de Zon en de Aarde, ook de invloed van andere planeten meegenomen moet worden. De invloed van Jupiter en andere planeten kan eventueel als storing aan een gedetailleerde baanberekening toegevoegd worden.

### Invloed van getijdenvelden

Keplerbanen voor een dubbelplaneet met massaverhouding 1:10 en excentriciteit e = 0,5

Op het eerste gezicht lijkt de invloed van de relatief zwakke getijdenvelden, in vergelijking met de veel sterkere centrale krachten van zwaartekrachtsvelden, van weinig betekenis voor de beweging van planeten en manen binnen een planetenstelsel. Dat is maar zeer ten dele waar. Getijdenvelden werken weliswaar het sterkst op de korte afstand, maar ze kunnen koppels tussen hemellichamen laten werken terwijl centrale krachten alleen tussen de massamiddelpunten van hemellichamen werken. Zwaartekrachtsvelden beïnvloeden alleen de snelheden en de bewegingsrichtingen van hemellichamen. Getijdenkrachten beïnvloeden rotatiebewegingen van hemellichamen en ze kunnen mechanische spanningen in objecten induceren waardoor hemellichamen kunnen vervormen. Doordat getijdenkrachten hemellichamen vervormen treedt door interne wrijving dissipatie op. Als een hemellichaam lange tijd in een getijdenveld roteert kan het cumulatieve effect groot zijn.
De baanbeweging en het impulsmoment van de Maan worden beïnvloed door twee getijdenvelden; die van de Aarde en die van de Zon. De invloed die de getijdenkrachten van de Aarde op de bewegingen van de Maan uitoefenen is zeer groot in vergelijking met de invloed van het getijdenveld van de Zon. Bovendien is de invloed van het getijdenveld van de Maan op de getijden en de getijgolven in de oceanen op Aarde ruim tweemaal zo groot als de invloed van het getijdenveld van de Zon. Daarom behandelen astrofysici het Aarde-Maan-systeem als een dubbelplaneet die beweegt in het gravitatieveld van de Zon.

### Getijdenkrachten en getijdenwrijving

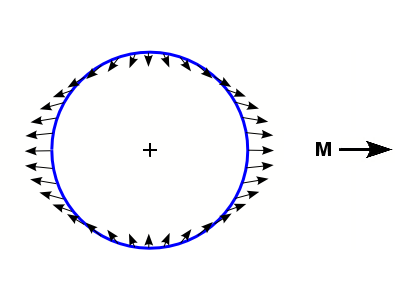
Getijdenkrachten aan het oppervlak van een bol

Een getijdenveld is een tensorveld waarmee een puntmassa een koppel τ laat werken op de dichtheidsverdeling ρ van een object. Als het object bolsymmetrisch en niet vervormbaar is, dan is het koppel nul. Het veld wordt weergegeven met een tensor T. De veldsterkte rond het massamiddelpunt van een object, weergegeven als |T|, is evenredig met:
{\displaystyle |T|\propto {\frac {M}{R^{3}}}.}
Hierin is M de massa van het object dat het getijdenveld veroorzaakt en R is de afstand tussen de massamiddelpunten van beide objecten.
De invloed van het getijdenveld van de Zon in onze omgeving is relatief klein doordat de afstand van de Zon tot onze dubbelplaneet ongeveer 390 keer zo groot is als de afstand tussen de Aarde en de Maan. De statische getijdenkrachten die door een getijdenveld op een hemellichaam uitgeoefend worden zijn afhankelijk van de dichtheidsverdeling en de elasticiteit van het hemellichaam. De getijdenwrijving in een roterend hemellichaam hangt af van de dynamische vervormbaarheid van het roterende hemellichaam. Het vermogen dat door de getijdenwrijving aan een systeem onttrokken wordt hangt onder meer af van het impulsmoment, dat wil zeggen van het traagheidsmoment en de hoeksnelheid, van het roterende hemellichaam.

### Getijdenversnelling

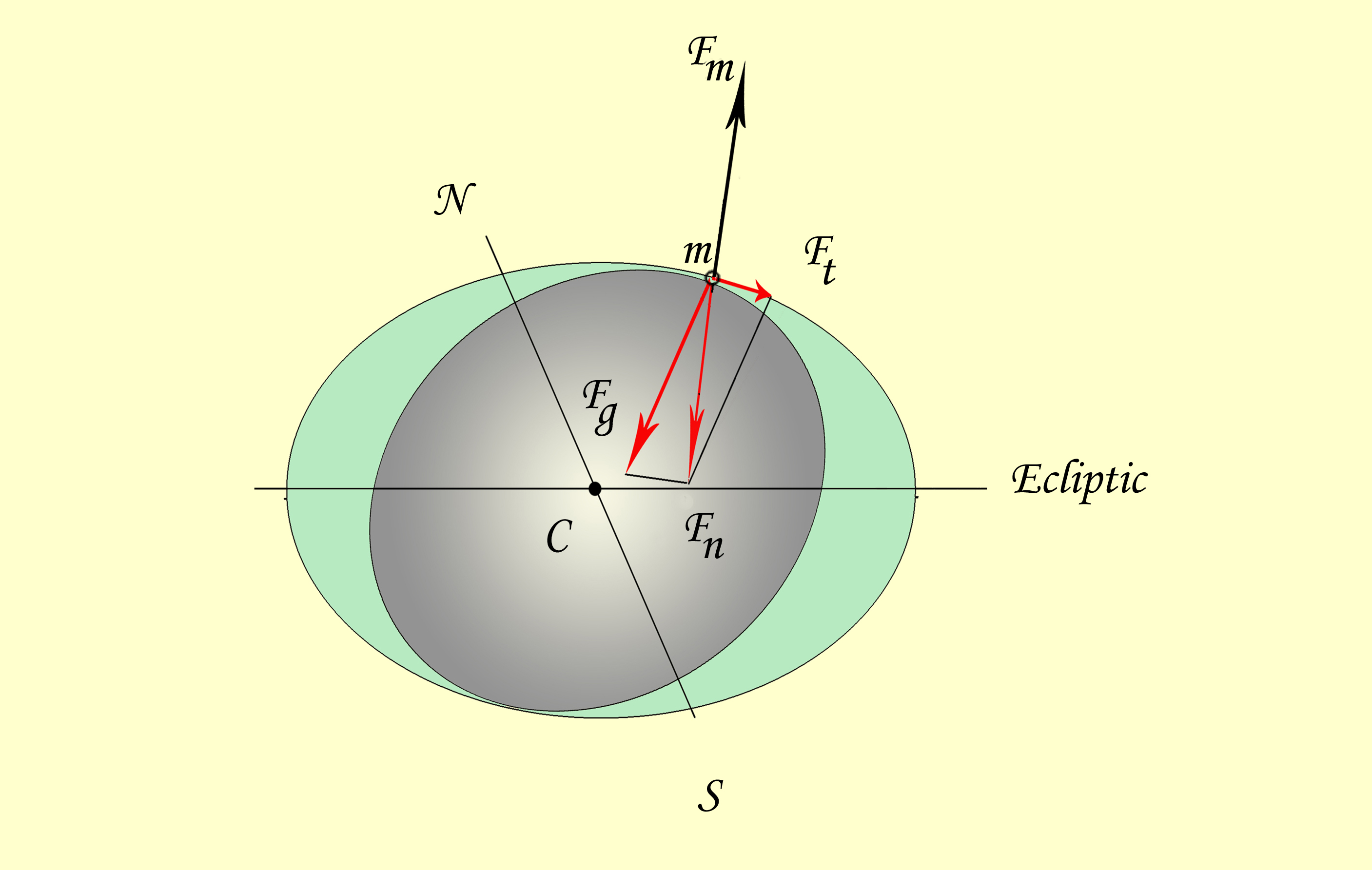
Schematische weergave van de ellipsoïde vervorming van de aardmantel (grijs) door de aardrotatie. Het getijdenveld van de Zon beïnvloedt de watermassa in de oceanen (groen) en de getijden in het ecliptisch vlak.

Terrestrische hemellichamen worden in de astrofysica, geofysica en geodesie meestal voorgesteld als roterende druppels van viskeuze vloeistoffen die zich in een hydrostatisch evenwicht met het gravitatieveld bevinden. De massa, viscositeit η en dichtheid ρ van de vloeistof bepalen in het druppelmodel de eigenschappen van een hemellichaam. Een druppel van een viskeuze vloeistof wordt in een getijdenveld vervormd zodat de bolsymmetrie van de druppel verloren gaat. De Aarde wordt in het vloeistofmodel van de dubbelplaneet beschreven als een grote, zware kern met een hoge dichtheid en viscositeit met een dun vloeistoflaagje aan het oppervlak, met een lage dichtheid en lage viscositeit, als model voor het oceaanwater. De parameters in het druppelmodel worden zo gekozen dat de eigenschappen van het druppelmodel het best overeenkomen met de waarden voor het traagheidsmoment van de Aarde.
Gewoonlijk leveren wrijvingskrachten in alle bewegende onderdelen van een mechanisch systeem een vertraging en een verlaging van de potentiële energie op. Maar in het geval van het Aarde-Maan-systeem wordt de Maan dankzij de getijdenwrijving op Aarde versneld en naar een hoger niveau in de gravitatiepotentiaal van de Aarde getild. Doordat de getijgolven in de oceanen meer dan een halve periode uit fase lopen met het getijdenveld van de Maan, treedt deze bijzondere, seculiere getijdenversnelling van de Maan op.

### Impulsmoment en maanbevingen
Het getijdenveld van de Aarde is rond het massamiddelpunt van de Maan 178 keer zo sterk als het getijdenveld van de Zon:
{\displaystyle {\frac {|T_{\rm {Aarde-Maan}}|}{|T_{\rm {Zon-Maan}}|}}=\left({\frac {M_{\rm {Aarde}}}{M_{\rm {Zon}}}}\right)\times \left({\frac {R_{\rm {Zon-Maan}}}{R_{\rm {Aarde-Maan}}}}\right)^{3}\approx 178.}
Volgens de grote inslaghypothese draaide de Maan ruim vier miljard jaar geleden, aan het begin van het Prenectarium, in een veel lagere baan rond de Aarde. Daardoor was het Aardse getijdenveld op de Maan veel sterker dan tegenwoordig zodat de sterkteverhouding in het geologische verleden, nog veel hoger lag dan de 178 van tegenwoordig. Daarom kan de invloed van het getijdenveld van de Zon op de beweging van de Maan meestal verwaarloosd worden.
De getijdenvelden van de Aarde en de Maan verhouden zich onderling als hun massa's:
{\displaystyle {\frac {|T_{\rm {Aarde-Maan}}|}{|T_{\rm {Maan-Aarde}}|}}=\left({\frac {M_{\rm {Aarde}}}{M_{\rm {Maan}}}}\right)\approx 81}
zodat de getijdenkracht van de relatief zware Aarde de relatief lichte Maan sterk beïnvloedt.

#### Dichtheidsverdeling en impulsmoment
Het impulsmoment van een roterend object is gelijk aan het product van traagheidsmoment en hoeksnelheid. Het impulsmoment van een massieve bol wordt gegeven door:
{\displaystyle L=I\,\omega =CMR^{2}\,\omega }
waarin L het impulsmoment van de bol is, en I het traagheidsmoment, M de massa, R de straal en ω de hoeksnelheid. De waarde van C voor een massieve bol is 0,4.
In terrestrische hemellichamen is de kern relatief rijk aan ijzer en nikkel en bestaan de binnen- en buitenmantels uit ultramafische en felsische basalten die naar de korst toe steeds meer magnesium en calcium bevatten. De korst bestaat voor een relatief groot deel uit carbonaten. Doordat de dichtheidsverdeling van de verschillende gesteenten in een hemellichaam niet homogeen is, waarbij de kern de hoogste dichtheid heeft en de binnen-, buitenmantels en de korst lagere dichtheden hebben, wijkt de waarde van de constante C iets naar beneden af. Voor de Maan is C = 0,3929 ± 0,0009 en de hoeksnelheid is ω = 2 π / t = 2,662×10−6 rad/s.
De rotatieas van de Maan staat loodrecht op het vlak waarin de dubbelplaneet roteert. De dichtheidsverdelingen in een terrestrisch hemellichaam zijn nooit perfect bolsymmetrisch en omloopbanen zijn altijd enigszins elliptisch, zodat er praktisch altijd een koppel op het hemellichaam werkt. Hierdoor treden bij de Maan slingeringen (of fysieke libraties) op van maximaal 0,04 graden.

#### Maanbevingen en vulkanisme
In eenvoudige druppelmodellen wordt de Maan voorgesteld als een druppel viskeuze vloeistof die bedekt is met een brosse korst. Doordat het traagheidsmoment van de Maan veel kleiner is dan het traagheidsmoment van de Aarde, heeft de Maan door de sterke getijdenwrijving na verloop van tijd een synchrone rotatiebeweging gekregen met een vaste oriëntatie en ten opzichte van de Aarde. Door de excentriciteit van 0,0549 van de baanbeweging treden in de korst mechanische spanningen op die maanbevingen veroorzaken.
Gedurende de eerste 2,7 miljard jaar warmde de maanmantel op door de getijdenwrijving, waardoor er vulkanische en seismische activiteit was. De vulkanische activiteit was aan het begin van het Eratosthenium, 3,2 miljard jaar geleden, al sterk afgenomen. Sinds het begin van het Copernicum, ongeveer 1100 miljoen jaar geleden, is er waarschijnlijk geen vulkanische activiteit meer geweest. Astronomen gaan ervan uit dat alle vulkanen op de Maan voorgoed zijn uitgedoofd.

### Getijdenwrijving en dissipatie
Het getijdenveld van de Maan induceert samen met het getijdenveld van de Zon, getijgolven in de oceanen en drukgolven in de aardmantel en de aardkorst. De getijdenkracht van de Maan rond het massamiddelpunt van de Aarde is 2,2 keer zo groot als de getijdenkracht van de Zon:
{\displaystyle {\frac {|T_{\rm {Maan-Aarde}}|}{|T_{\rm {Zon-Aarde}}|}}=\left({\frac {M_{\rm {Maan}}}{M_{\rm {Zon}}}}\right)\times \left({\frac {R_{\rm {Zon-Maan}}}{R_{\rm {Aarde-Maan}}}}\right)^{3}\approx 2,2}
Deze verhouding stemt goed overeen met de verschillen in de hoogte van getijden en de periodieke wisselingen tussen doodtij en springtij.
Door de dissipatie van de rotatie-energie van de Aarde via getijdenkrachten van de Zon en de Maan, wordt haar rotatiesnelheid vertraagd. Daardoor neemt de gemiddelde daglengte toe, momenteel met ongeveer 1,7 milliseconde per eeuw. Door de dissipatie via getijdenwrijving verliest de Aarde rotatie-energie met een snelheid van naar schatting 2,5 terawatt. Daarvan stroomt ongeveer 2,4 TW aan vermogen naar de oceanen en ongeveer 0,1 TW naar de aardmantel en de aardkorst.
Als de behoudswetten het toelaten dan kan de hoeksnelheid van de Aarde afnemen tot ze dezelfde hoeksnelheid heeft als de Maan, waarmee de dubbelplaneet in een energetisch minimum komt. Volgens berekeningen zou dat over vijftig miljard jaar zijn, maar het opzwellen van de Zon tot rode reus zal dit trage proces verstoren.

## Oppervlak

Maanoppervlak kleurverzadiging versterkt roodachtig roestbruin voor ijzer blauwachtig voor titaniumoxiden mineralen

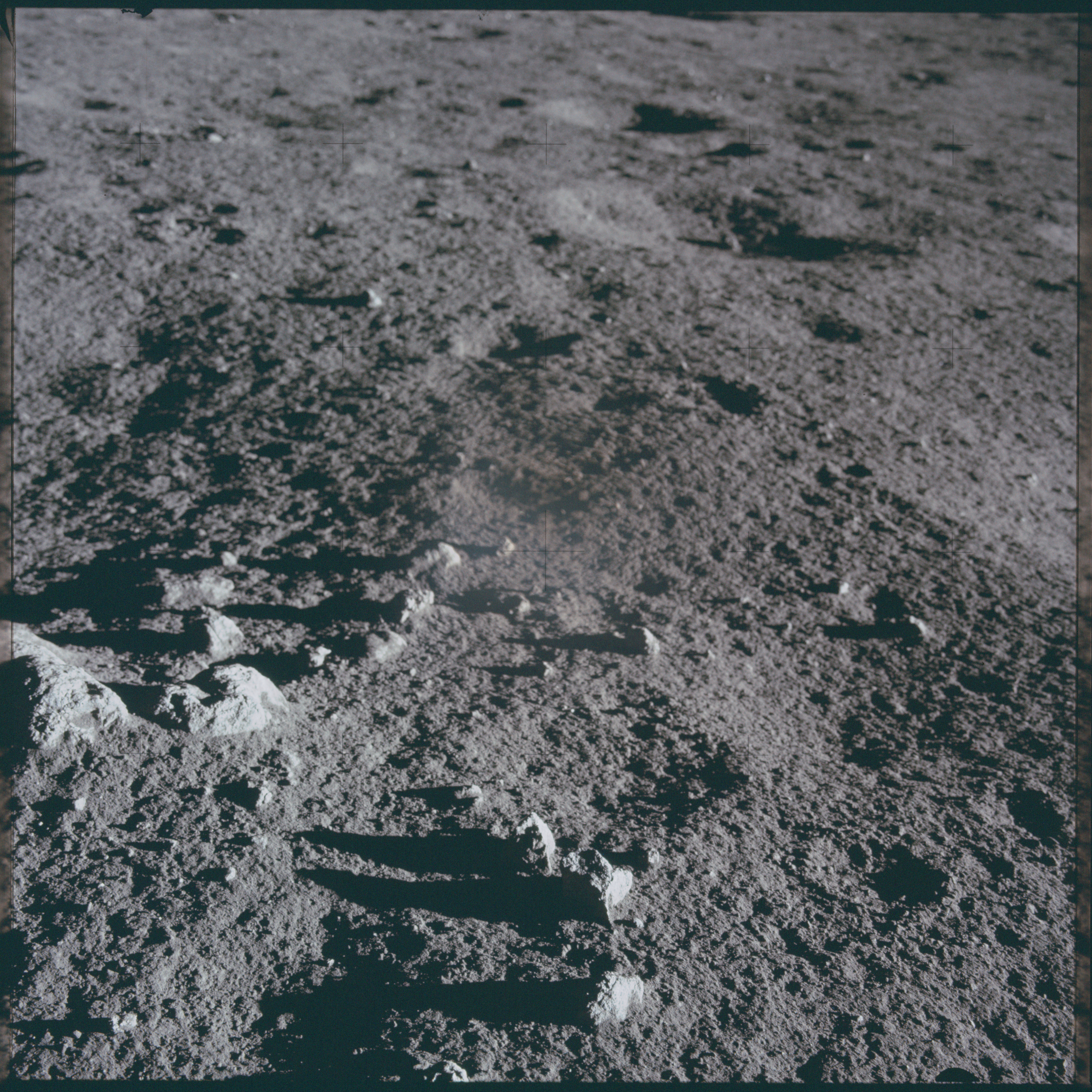
Maanbodem (Apollo 12)

Het oppervlak van de maan is bedekt met regoliet, los materiaal, in een laag van enkele meters dik.

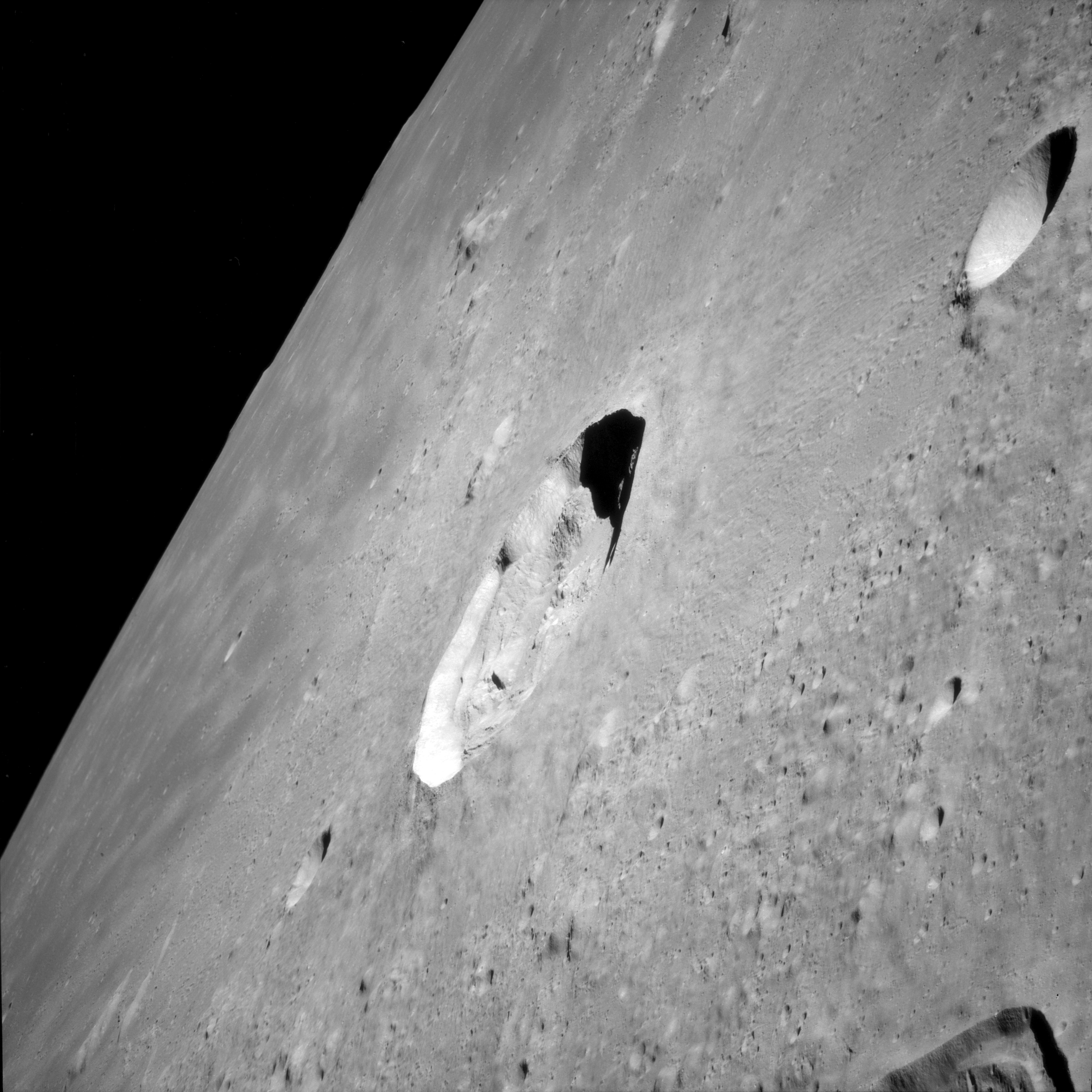
De krater Kepler

### Inslagkraters
Het grootste deel van het maanoppervlak is bedekt met inslagkraters. De meeste hiervan zijn gelegen in de zogenaamde hooglanden van de Maan. Deze kraters stammen uit de tijd van het grote oerbombardement, waarin restanten van het ontstaan van het zonnestelsel op de planeten en hun manen terechtkwamen. Slechts een minderheid van de kraters, zoals Copernicus en Tycho, is van recentere datum. Het ontbreken van een atmosfeer op de Maan laat toe dat de kraters na 4 miljard jaar er meestal nog 'vers' uitzien. Sommige kraters vertonen een stralenkrans.

### Vulkanisme
Enkele grotere (en vooral diepere) inslagstructuren zijn later tijdens een van de vulkanische perioden van de Maan opgevuld geraakt, waardoor de donkere maria (enkelvoud: mare) ontstonden. Dit zijn dus in feite enorme vulkanische vlakten en geen zeeën zoals men vroeger dacht ('mare' = Latijn voor zee). Voorbeelden hiervan zijn Mare Imbrium en Mare Orientale.
Ongeveer 17 percent van het maanoppervlak bestaat uit maria. Het overgrote deel hiervan bevindt zich aan de naar de Aarde gerichte zijde ('voorkant') van de Maan. Het verschil kan verklaard worden door de dikteverschillen in de maankorst (60 km aan de voorkant, 100 km aan de achterkant) die op hun beurt veroorzaakt worden door de zwaartekracht van de Aarde.
Op de maria treft men vulkanische en tektonische vormen als flows, rillen en mareruggen aan.
Op grond van kratertellingen en radiometrische datering van maanmonsters zouden de maria tussen 3 en 4 miljard jaar geleden zijn opgevuld met lava.

### Water
NASA maakte op 13 november 2009 bekend dat de satelliet LCROSS water op de Maan ontdekt had. Door de geplande neerstorting van LCROSS op het maanoppervlak kwam een hele stofwolk vrij. Deze werd nauwkeurig geanalyseerd en er bleek meer dan 100 liter water (ijs) in te zitten. Men schat de hoeveelheid water op de Maan op ongeveer 1 liter per kubieke meter maangrond en -stof.

## Ontstaan

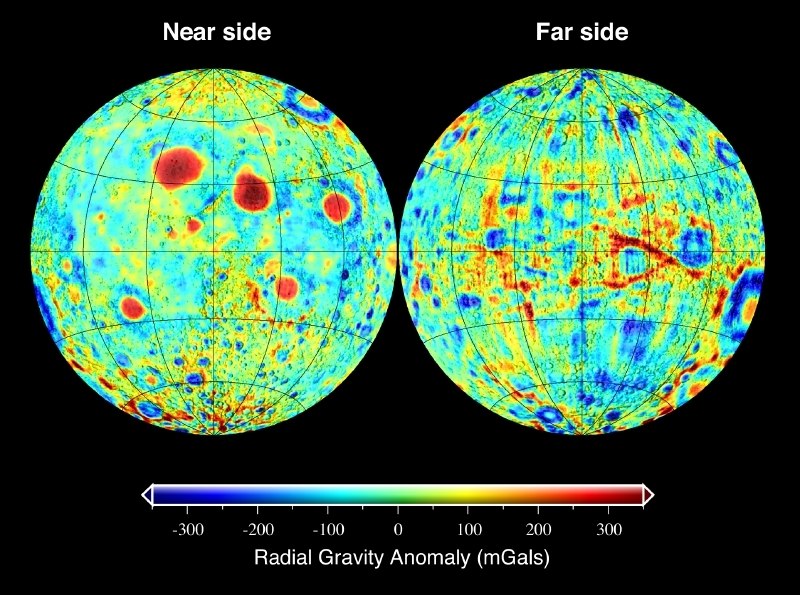
Kaart van de Maan waarop afwijkingen in het gravitationele veld worden aangegeven

De gangbare theorie is dat de Maan is ontstaan doordat de Aarde botste met Theia, een planeet van ongeveer de grootte van Mars. De impact zou dusdanige energie hebben opgewekt, dat door de hitte zowel de Aarde als deze planeet bijna onmiddellijk in gesmolten toestand overgingen. Theia zou hierbij volledig vernietigd zijn en versmolten met de aardmaterie, waarvan een dik brok vloeibare lava door de kinetische energie zou weggeslingerd zijn, te midden van een spiraalstaart van dergelijke vloeibare massa (mogelijk is dit de oorsprong van de planetoïdengordel voorbij Mars). Dit coagulerende enorme brok vloeibare materie trok samen als een gigantische druppel, die nog meer van de omringende spiraalmassa tot zich nam en geleidelijk stolde tot de vorm van de Maan. Deze theorie vindt bevestiging in de samenstelling van de gesteenten op de Maan, die ongeveer dezelfde is als die van de aardkorst. Volgens nader onderzoek aan isotopen in maangesteenten gebeurde dit 4,527 miljard jaar geleden, dus slechts dertig tot vijftig miljoen jaar na het ontstaan van het zonnestelsel, en nog lang voor er oceanen waren op Aarde. Men beschikt over maangesteenten door de bemande Amerikaanse Apollo 11, 12, 14, 15, 16 en 17; door de onbemande Russische Loena 16, 20 en 24, en door van de Maan afkomstige meteorieten die gevonden zijn op Antarctica.

## Ruimtevaart naar de Maan

### Onbemand

#### Sovjet-Unie en Rusland
De Sovjet-Unie heeft veel maanonderzoek gedaan met het Loenaprogramma, met enkel onbemande vluchten:
- Loena 2 was op 2 januari 1959 het eerste toestel dat insloeg op de Maan.
- Loena 3 maakte in 1959 de eerste foto's van de achterkant van de Maan.
- Loena 9 maakte in februari 1966 de eerste zachte landing op de Maan bij krater Cavelerius in Oceanus Procellarum.
- Loena 10 werd de eerste kunstmatige satelliet van de Maan in april 1966.
- Loena 11 werd in 1966 in een baan om de Maan gebracht.
- Loena 12 werd in 1966 in een baan om de Maan gebracht.
- Loena 13 voerde in 1966 een zachte landing uit op de Maan.
- Loena 16 bracht in september 1970 een maanmonster terug naar de Aarde.
- Loena 17 nam in november 1970 naar Mare Imbrium een maankarretje mee, de Loenochod, dat bestuurbaar was vanaf de Aarde en een televisiecamera meevoerde. Loenochod legde 10,5 km af en stuurde 20 000 foto's naar de Aarde.
- Loena 18 viel te pletter in Mare Fecunditatis in september 1971.
- Loena 19 werd in 1972 in een baan om de Maan gebracht
- Loena 20 stuurde een maanmonster naar de Aarde.
- Loena 21 nam het verbeterde maankarretje Loenochod 2 mee naar de krater Le Monnier bij Mare Serenitatis. In vier maanden bestudeerde Loenochod 2 onder meer het magnetische veld en fotometrie en legde 37 km af.
- Loena 22 werd in 1974 in een baan om de Maan gebracht.
- Loena 24 bracht in 1976 een grondmonster naar de Aarde.
- Loena 25 maakte in 2023 maanfoto's van onder meer de krater Zeeman. En vanuit een baan rond de maan analyseerde het chemische elementen in de maanbodem. De landing van de maanlander mislukte.[20]
  - Er zijn in het kader van het Zond-programma proeven gedaan of de Sojoez kon worden aangepast zodat ze kon worden ingezet voor bemande maanvluchten. Dit programma is stopgezet in 1970.

#### Verenigde Staten

##### Ranger
- Tussen augustus 1958 en januari 1964 mislukten 15 Amerikaanse ruimtesondes, waaronder een aantal sondes van het Ranger-programma.
- Op 21 juli 1964 stuurde Ranger 7 foto's met details tot 1 m groot van een gebied bij krater Fra Mauro naar de Aarde, voor zijn geplande inslag.
- Ranger 9 maakte op 24 maart 1965 foto's van de krater Alphonsus met details van 25 cm en sloeg daarna te pletter.

##### Surveyor
Het Surveyor-programma bestond uit Surveyor 1 tot en met 7, sondes die op de Maan moesten landen tussen 1966 en 1968 (5 waren geslaagd) om onderzoek te doen naar de bodem op diverse plaatsen op de Maan. Surveyor 7 landde in de buurt van de krater Tycho.

##### Lunar Orbiter
Het Lunar Orbiterprogramma bracht vijf satellieten (Lunar Orbiter 1, 2, 3, 4 en 5) de ruimte in. Zij brachten tussen augustus 1966 en eind 1967 de Maan gedetailleerd in kaart op zoek naar landingsplaatsen voor de bemande maanlandingen van het Apollo-project.

##### Terug naar de Maan
- Na bijna 20 jaar keerden de Amerikanen terug naar de omgeving van de Maan met de maansatelliet Clementine, die tussen februari en maart 1994 meer dan twee miljoen foto's maakte van het maanoppervlak. Laser-altimetrie van Clementine wees uit, dat de Maan hoogteverschillen tot 16 km had.
- In maart 1998 beweerde NASA dat de Lunar Prospector, weer een maansatelliet, water had gevonden bij beide polen van de Maan. Aan het eind van de missie viel de Lunar Prospector gepland te pletter bij de Zuidpool, in de vergeefse hoop om sporen van water te kunnen waarnemen in de pluim van de inslag.
- Na weer meer dan tien jaar werd op 18 juni 2009 de Lunar Reconnaissance Orbiter (LRO) gelanceerd, die als taak heeft het maanoppervlak in hoge resolutie (tot 0,5 m) in kaart te brengen om eventuele toekomstige landingsplaatsen te kunnen identificeren, en daarnaast ook onderzoek doet naar het mogelijkerwijs voorkomen van waterijs in de poolgebieden, waar op de bodem van sommige kraters de zon nooit schijnt, en de temperatuur laag genoeg blijft om waterijs voor lange tijd te kunnen vasthouden. Uit eerste metingen blijkt dat op sommige plaatsen aan de zuidpool de temperatuur bijzonder laag is, −240 °C (33 K), veel kouder dan men had verwacht. In oktober 2009 werd met de LCROSS-missie water gevonden.[21]

#### Europese Unie
De Smart-1 van ESA werd gelanceerd in september 2003 en functioneerde tot 2006, toen hij gepland op de Maan te pletter sloeg.

#### Japan
- Op 24 januari 1990 lanceerde de Japanse ruimtevaartorganisatie JAXA de maansonde Hiten, die via een speciale route bij de Maan kwam.
- Het Lunar-A-project werd niet uitgevoerd, maar op 14 september 2007 werd de Kaguya gelanceerd, ook bekend als Selene. Het project kostte 55 miljard yen inclusief H-2A-raket en was daarmee het duurste maanproject sinds Apollo. Het doel was gegevens over de geologische evolutie en oorsprong van de Maan te verzamelen. Op 4 oktober 2007 kwam Selene in een baan om de Maan.[22][23]
- Op 6 september 2023 lanceerde JAXA de Smart Lander for Investigating Moon (SLIM). Op 19 januari 2024 maakte SLIM een succesvolle zachte maanlanding.

#### China
De China National Space Administration (CNSA) lanceerde zijn eerste maanverkenner Chang'e 1 op 24 oktober 2007. De Chang'e 3 werd gelanceerd op 2 december 2013 en landde op 14 december 2013 om 14.12 (MET) op het maanoppervlak. De Chang'e 4 is op 7 december 2018 gelanceerd, en landde op 3 januari 2019 op de achterkant van de Maan in de von Kármánkrater.

#### India
India lanceerde in oktober 2008 de Maansatelliet Chandrayaan-1. India plant een onbemande missie naar de Maan. In 2019 lanceerde de ISRO de missie Chandrayaan-2. Deze zou onderzoek doen met d.m.v. een orbiter, de maanlander Vikram en de rover Pragyan. De landing op de zuidpool van de Maan voor onderzoek doen naar de aanwezigheid van water mislukte.
De ISRO werkte aan een vervangende lander en rover, die tijdens Chandrayaan-3 samen met de orbiter van Chandrayaan-2 de missie alsnog moesten uitvoeren. Op 14 juli 2023 werd het Chandrayaan-3 ruimtevaartuig gelanceerd, dat op 23 augustus 2023 landde bij de zuidpool van de Maan. De maanwagen Pragyan zal gedurende 14 dagen stalen verzamelen om de chemische verbindingen ervan te analyseren.

#### Israël
SpaceX heeft in februari 2019 met een Falcon 9-raket op vlucht PSN-6 de Israëlische commerciële Beresjiet-maanlander van het bedrijf SpaceIL in een baan om de Aarde gebracht. Deze ging op eigen kracht op weg naar de Maan maar de landing mislukte door motorpech. Een nieuwe lander is in de maak.

### Bemand
Tussen juli 1969 en december 1972 heeft de NASA in het kader van Project Apollo zeven bemande vluchten uitgevoerd met als doel mensen op de Maan te brengen. Zes van deze vluchten waren succesvol en brachten ieder twee mensen op de Maan. De derde vlucht, van Apollo 13, werd door een ongeluk voortijdig afgebroken. De eerste vlucht die mensen op de Maan zette, was de Apollo 11 met als bemanning Neil Armstrong, Buzz Aldrin en Michael Collins.
Twaalf mannen hebben daadwerkelijk op de Maan gelopen:
| Vlucht    | Astronauten    | Astronauten      |
| --------- | -------------- | ---------------- |
| Apollo 11 | Neil Armstrong | Buzz Aldrin      |
| Apollo 12 | Pete Conrad    | Alan Bean        |
| Apollo 14 | Alan Shepard   | Edgar Mitchell   |
| Apollo 15 | David Scott    | James Irwin      |
| Apollo 16 | John Young     | Charles Duke Jr. |
| Apollo 17 | Eugene Cernan  | Harrison Schmitt |

Twaalf mannen hebben om de Maan gevlogen zonder voet op de maanbodem te zetten: Frank Borman (Apollo 8), Jim Lovell (8&13), William Anders (8), Thomas Stafford (10), Michael Collins (11), Richard Gordon (12), Jack Swigert (13), Fred Haise (13), Stuart Roosa (14), Al Worden (15), Ken Mattingly (16), Ronald Evans (17). N.B.: Cernan en Young waren bemanning van Apollo 10 maar zetten voet op de Maan met Apollo 16 en 17).

#### Kolonisatie van de Maan

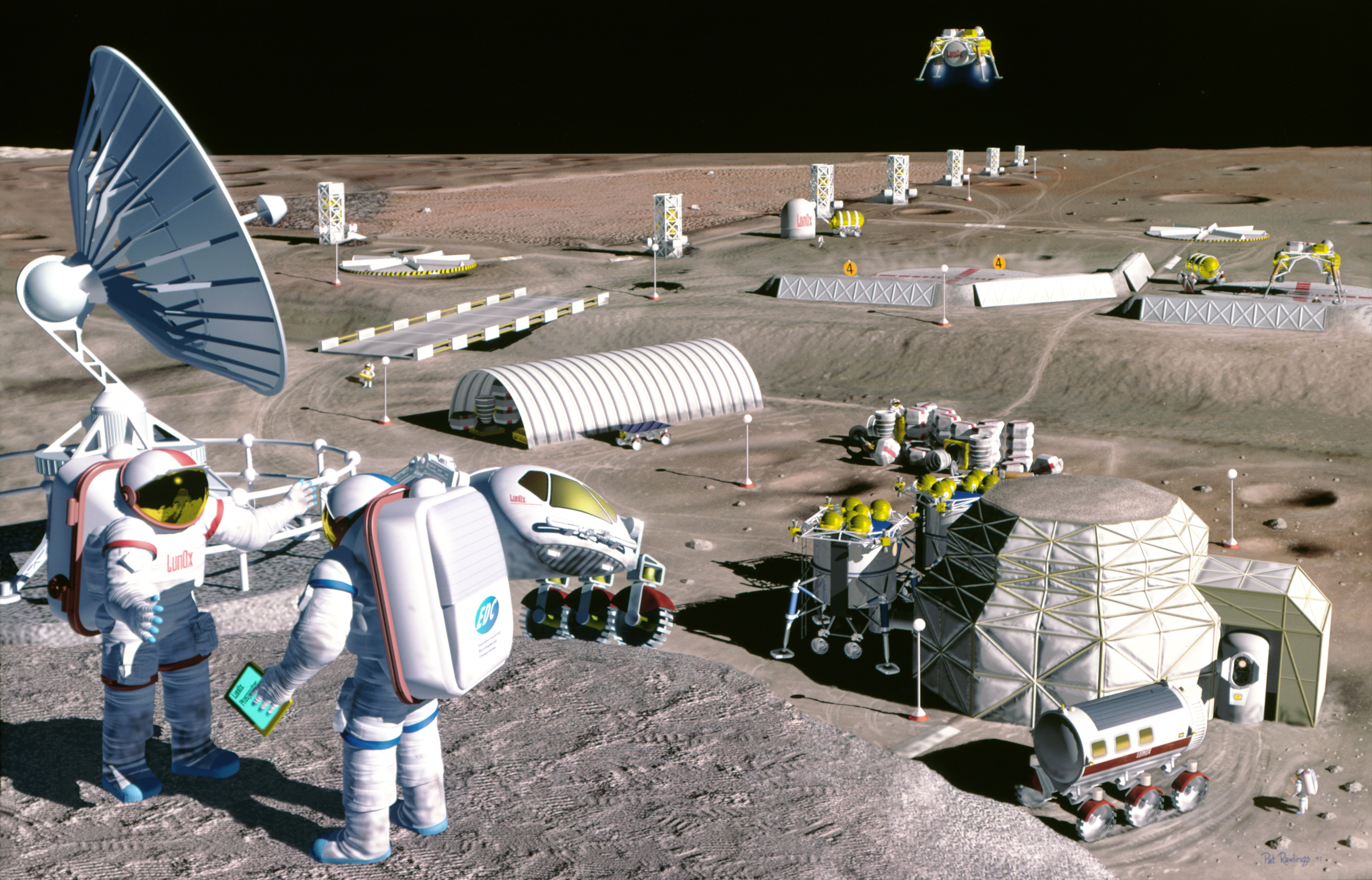
Kolonisatie van de Maan

Toenmalig president George W. Bush maakte op 17 december 2005 in een persconferentie op het hoofdgebouw van de NASA grootse plannen bekend voor een permanent bewoonde maanbasis. De president van de Verenigde Staten zei uiterlijk in 2013 een bemand ruimtestation te willen hebben. Na voltooiing van het ISS zouden de eerste mensen naar de Maan moeten gaan om er een station te bouwen. De plannen van Bush werden echter weer in de ijskast gezet door de regering van president Barack Obama die de focus op Mars wilde leggen. De regering Trump wilde echter wel weer terug naar de Maan.
In 2018 stonden twee bemande scheervluchten om de Maan gepland. Exploration Mission 2 (inmiddels Artemis 2 geheten), de eerste bemande vlucht van NASA’s Orion-capsule en het Space Launch System zou op zijn vroegst in 2024 moeten plaatsvinden. Deze twee vluchten gelden inmiddels als de testvluchten voor het Artemisprogramma. SpaceX wil met een Starship een groep van zes tot acht kunstenaars onder leiding van miljardair Yusaku Maezawa langs de Maan laten reizen tijdens een toeristische ruimtevlucht. Ook zal een aangepast Starship als bemande maanlander voor de NASA missies Artemis III en Artemis IV functioneren. Daarnaast werkt ook een consortium onder leiding van Blue Origin aan een bemande maanlander genaamd Blue Moon die vanaf Artemis V inzetbaar moet worden.
Ondertussen heeft ook China zijn pijlen op bemande ruimtevaart naar de Maan gericht.

### Artemis, terug naar de Maan in 2024
NASA heeft in februari 2019 aan de ruimtevaartindustrie gevraagd om met conceptontwerpen van bemande maanlanders te komen die in 2028 gebruiksklaar kunnen zijn. Op 26 maart 2019 werd het Artemisprogramma door NASA opgestart, waarmee een versnelde bemande terugkeer naar de Maan moet worden bewerkstelligd. Daarvoor wordt het ruimtestation Lunar Gateway gebouwd dat als uitvalsbasis voor maanlanders en aankoppelingsstation voor ruimtecapsules gebruikt moet worden. Missie Artemis 3 zou in 2024 de terugkeer van mensen op de Maan moeten zijn. En tot 2029 zouden nog eens vier maanlandingen moeten plaatsvinden. Daarbij wordt er een basis op de zuidpool van de Maan gebouwd die permanent bemand moet worden. Die basis moet uiteindelijk ook een tussenstation voor bemande vluchten naar de planeet Mars worden. Het Artemisprogramma moet worden ondersteund door het Commercial Lunar Payload Services-programma dat met kleine commerciële vrachtlanders de maanbasis moet bevoorraden.

## Geur
De astronauten van de Apollo-maanlandingen (1969-1972) vertelden dat de Maan een specifieke geur afgeeft. Afgaande op de geur van het maanstof dat aan hun ruimtepakken bleef kleven, zou de Maan naar buskruit ruiken. Dit maanstof kwam in aanraking met de zuurstof in de LEM en verspreidde aldus zijn typische geur in de cabine.

## Symboliek
In de iconografie is een maansikkel het attribuut van de maagdelijke godin Diana en van de maangodin Luna.
Een maansikkel onder de voeten van Maria symboliseert kuisheid.
De Maan staat vaak symbool voor het vrouwelijke. In Turkse volksverhalen echter is de Maan mannelijk, de padisjah (prins) van de feeën; de Zon is zijn vrouw.

## Spelling
In de Nederlandse taal beginnen namen van planeten en andere hemellichamen met een hoofdletter. Uitzonderingen zijn de planeet aarde en de ster zon in het zonnestelsel, alsook de maan die rond de aarde draait. In niet-wetenschappelijke teksten worden deze benamingen met een kleine letter geschreven. In gespecialiseerde wetenschappelijke teksten over sterrenkunde en ruimtevaart krijgen zon, maan en aarde soms wel een hoofdletter. Ook in dit artikel wordt dit toegepast.